# Piscine Léo-Lagrange (Nantes)
Pour les articles homonymes, voir Piscine Léo-Lagrange.
La piscine Léo-Lagrange est une des plus anciennes piscines situées à Nantes, allée de l'Île-Gloriette dans le centre-ville.

## Historique
Construite dès la fin de la Seconde Guerre mondiale sur la pointe ouest de l'ancienne île Gloriette, elle est inaugurée le 14 juillet 1951. À cette époque elle était constituée d'un bassin d’été, agrémenté de plages et de gradins. Elle disposait d'installations de douches et vestiaires provisoires qui ne furent construits que cinq ans plus tard.
D'abord baptisée « piscine de l'Ile Gloriette », elle prend sa dénomination actuelle à la suite d'une délibération du conseil municipal du 16 juillet 1962 en hommage à Léo Lagrange (1900-1940), sous-secrétaire d'État aux sports et à l'organisation des loisirs sous le Front populaire.
D'abord piscine de plein air, elle fut dotée d'un toit au milieu des années 1970 sous la conduite de l'architecte Yves Liberge.

## Équipements disponibles
Elle comprend : 
- 2 bassins de 50 m ;
- 1 bassin enfants (période scolaire) ;
- 3 plongeoirs de respectivement 1 m, 3 m et 5 m ;
- 1 solarium (utilisable à partir du mois de juin).

Elle n'est pas accessible aux personnes handicapées.

## Accès
La piscine est desservie par les transports en commun de l'agglomération nantaise et est à environ 150 mètres de la station Médiathèque du tramway ligne 1.